# Terena (São Pedro)
Terena (São Pedro) ist eine Gemeinde (Freguesia) im portugiesischen Kreis Alandroal. In ihr leben 680 Einwohner (Stand 19. April 2021).

## Geschichte
Funde belegen eine Besiedlung seit der Kupfersteinzeit, und auch die Römer siedelten hier. Der heutige Ort entstand im Zuge der Wiederbesiedlung nach der Reconquista. Erste Stadtrechte erhielt Terena im Jahr 1262 durch König D.Afonso III., die König D.Manuel I. im Rahmen seiner Verwaltungsreformen 1514 erneuerte.
Im Verlauf der Verwaltungsreformen nach der Liberalen Revolution 1822 wurde der Kreis Terene Mitte des 19. Jahrhunderts aufgelöst und Alandroal angegliedert.

## Kultur und Sehenswürdigkeiten
Die archäologische Fundstelle von Castro de Castelo Velho weisen durch die Castrokultur bis in die Kupfersteinzeit zurück.  An den Ausgrabungen Povoado fortificado e Santuário de Endovélico sind römische Siedlungsspuren und Überreste einer urchristlichen Basilika zu sehen.
Weitere Baudenkmäler sind Festungsanlagen, das historische Rathaus, und verschiedene Sakralbauten, darunter die auf eine vor 1394 erbaute Kirche zurückgehende, im 16. Jahrhundert neu errichtete Gemeindekirche Igreja Paroquial de Terena (auch Igreja de São Pedro).
Auch der historische Ortskern als Ganzes steht unter Denkmalschutz.

## Galerie

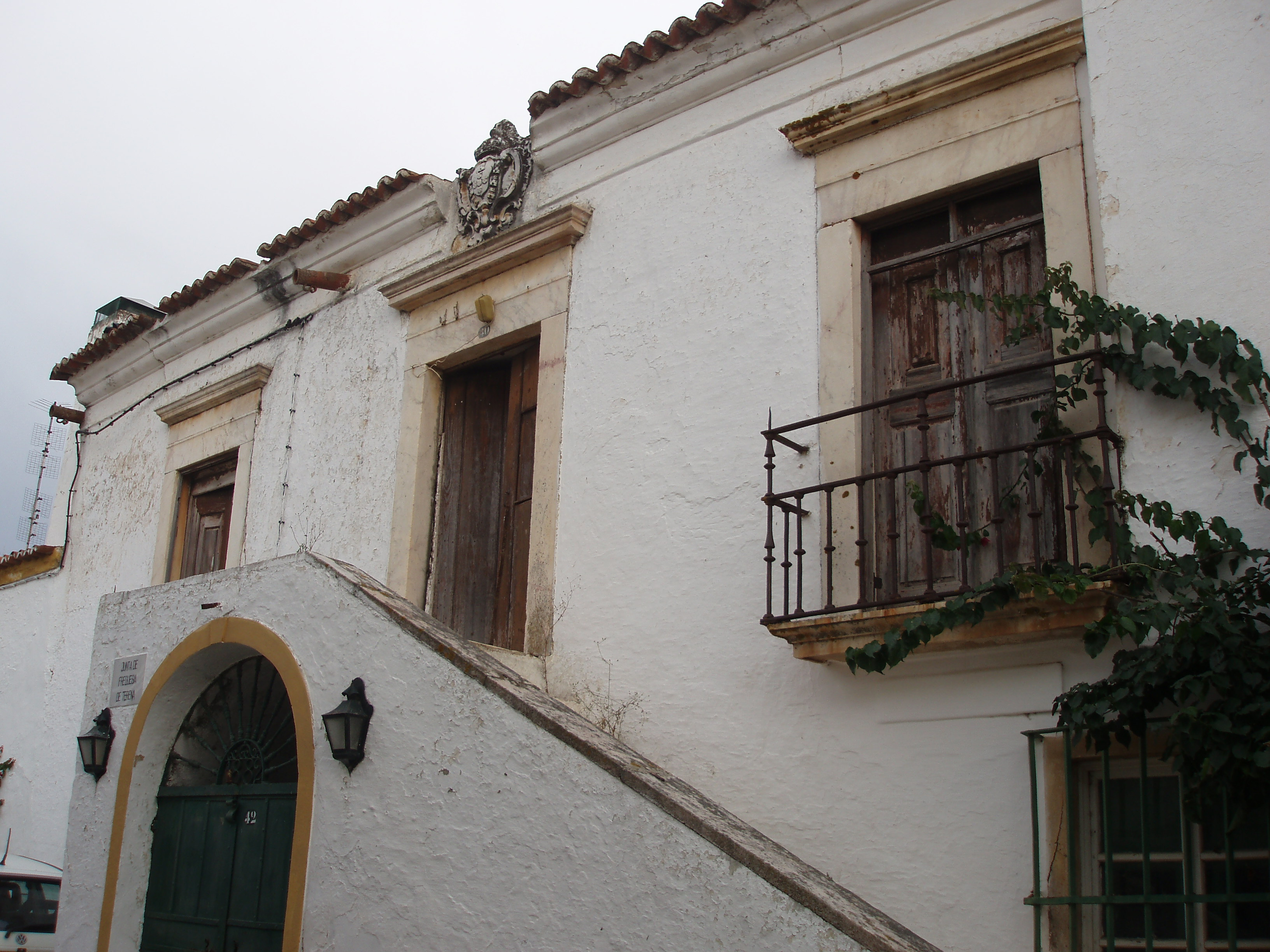
Das historische Rathaus (Paços de Concelho)
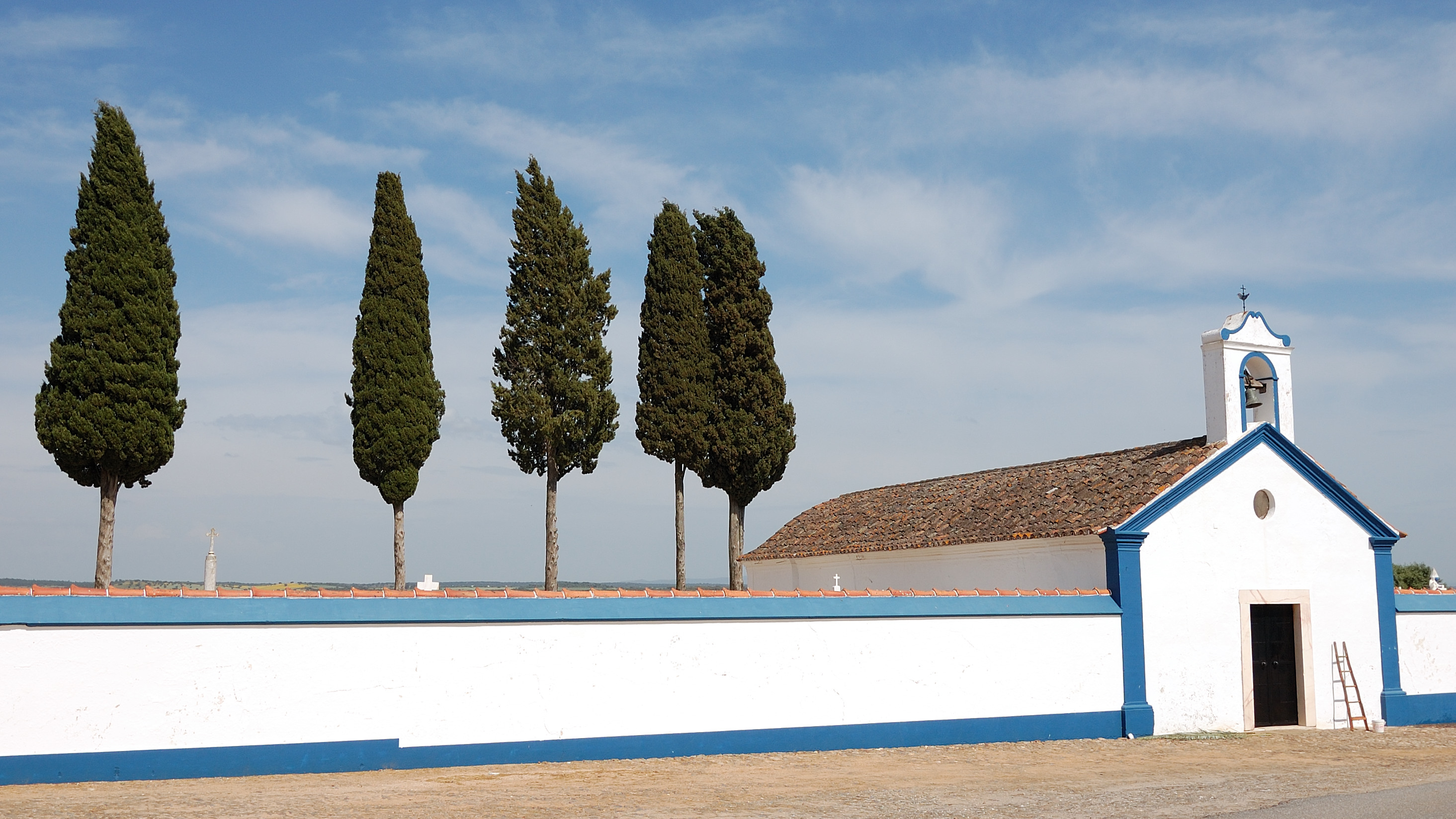
Impressionen aus Terena (2011)
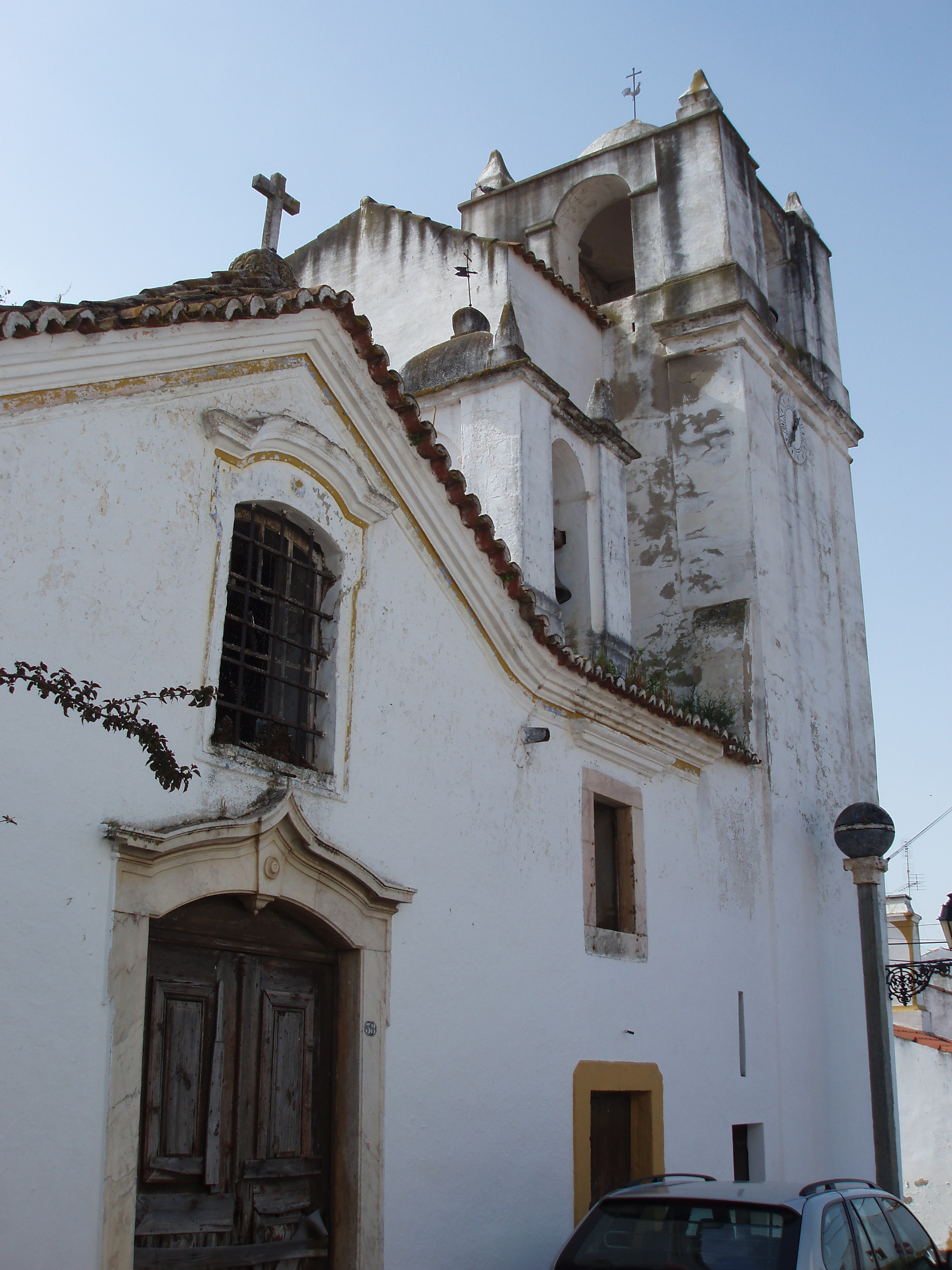
Die Misericórdia-Kirche
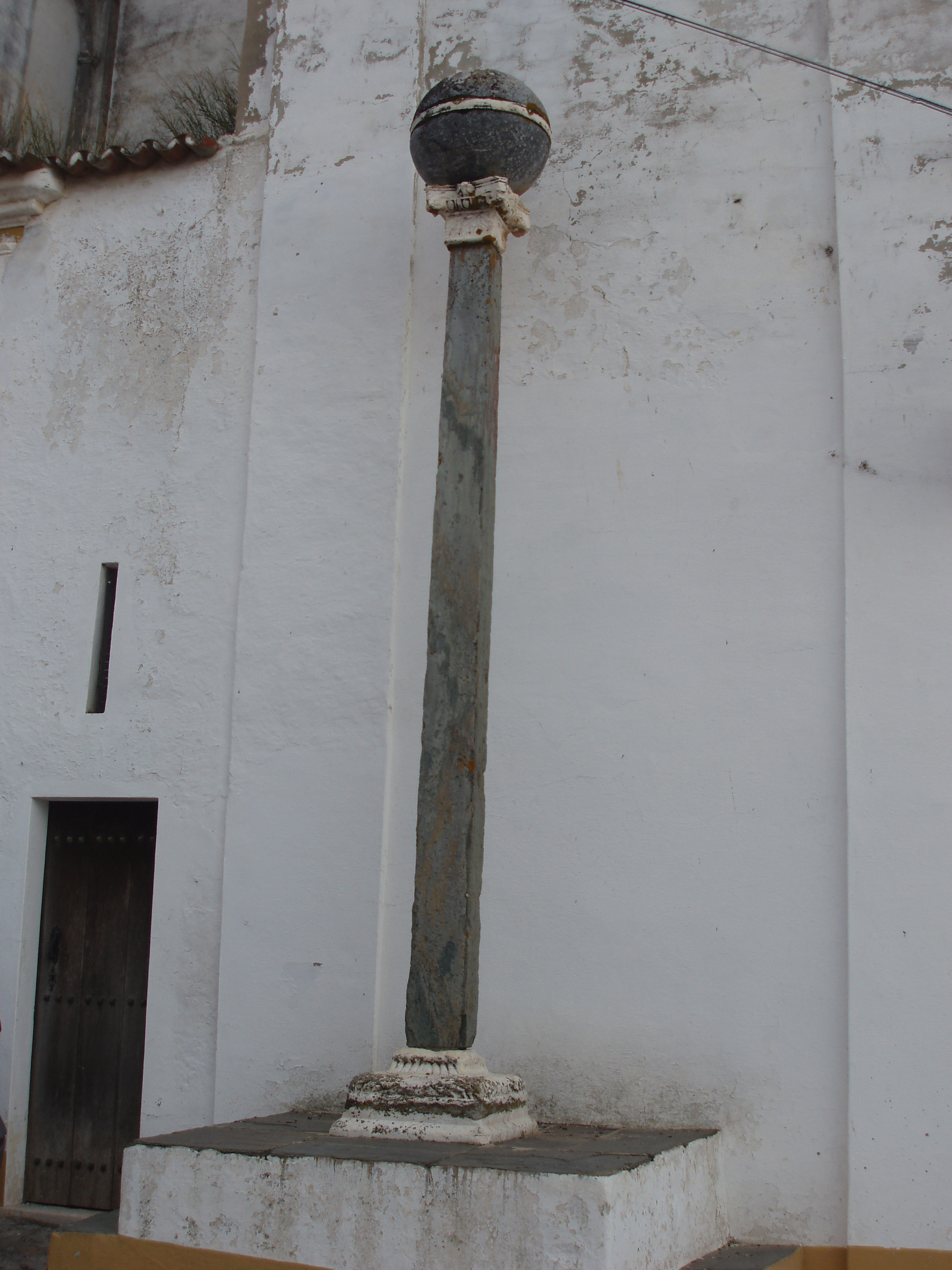
Pranger
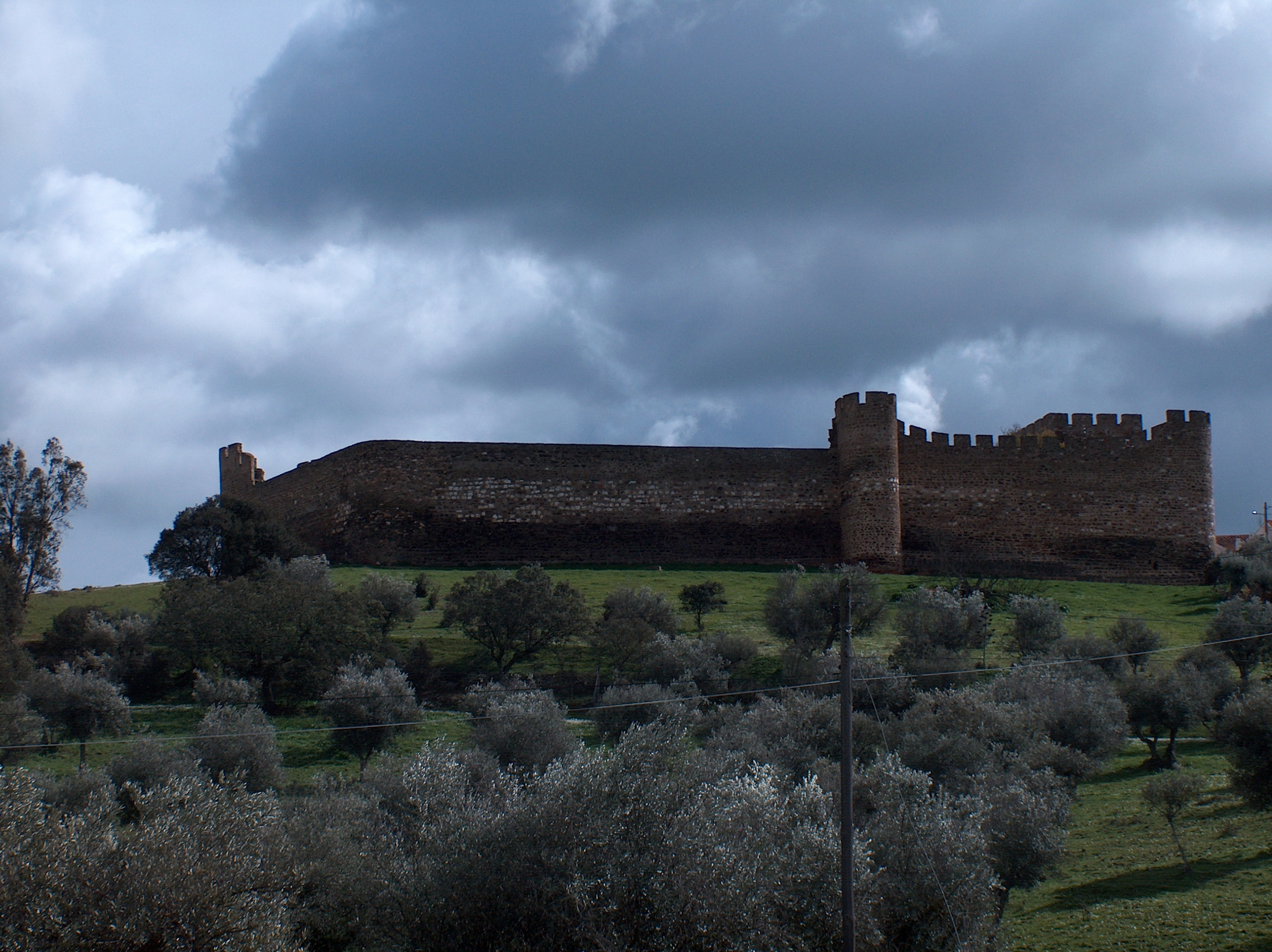
Blick auf die Burg
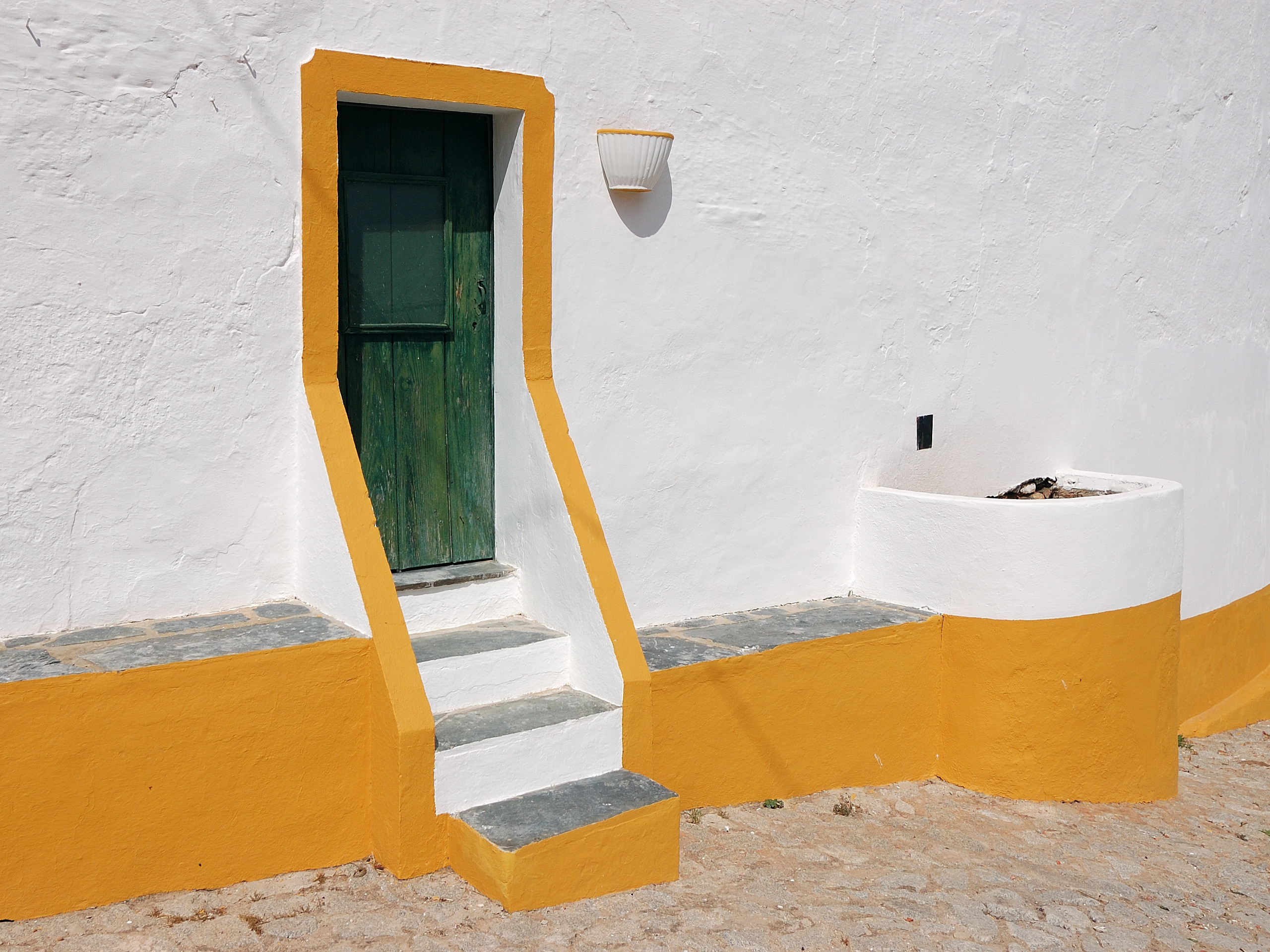
Impressionen aus Terena (2011)